# Géographie du Languedoc-Roussillon
 (février 2012).
Si vous disposez d'ouvrages ou d'articles de référence ou si vous connaissez des sites web de qualité traitant du thème abordé ici, merci de compléter l'article en donnant les références utiles à sa vérifiabilité et en les liant à la section « Notes et références ».

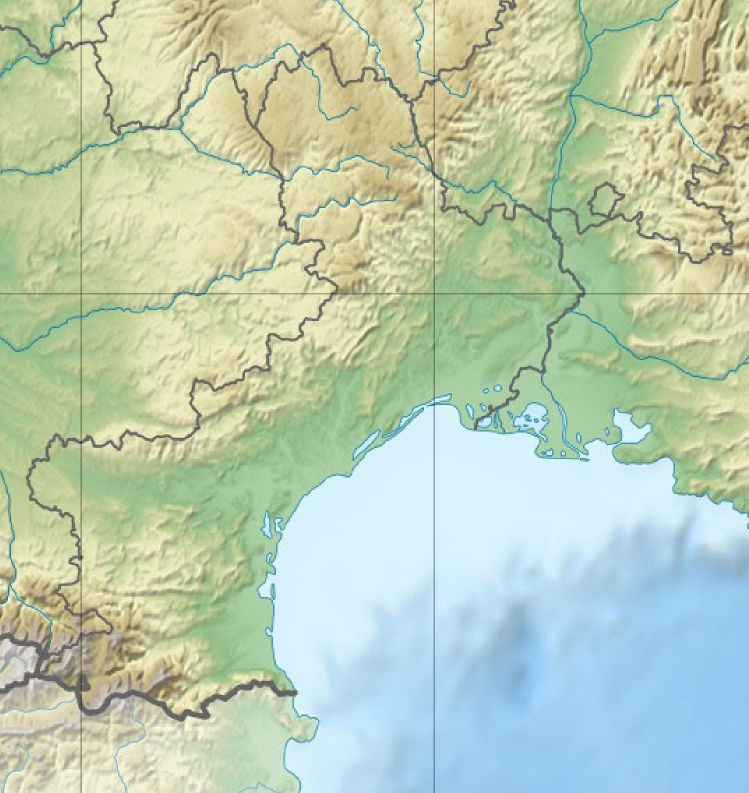
Carte topographique de la région Languedoc-Roussillon

La région administrative Languedoc-Roussillon n'a pas d'unité géographique et s'étend sur des ensembles naturels distincts,. Au nord, elle englobe une portion du Massif central puis s'abaisse progressivement vers l'est du delta du Rhône et la plaine littorale de l'Hérault, bordée au nord par les derniers reliefs du Massif central. Au-delà de la plaine du Minervois, prolongement du seuil de Naurouze dit aussi seuil du Lauragais, le sud de la Région est composé de reliefs appartenant au Massif pyrénéen, entaillés par des vallées et bordés à l'est par une plaine littorale.

## Les reliefs du Massif central

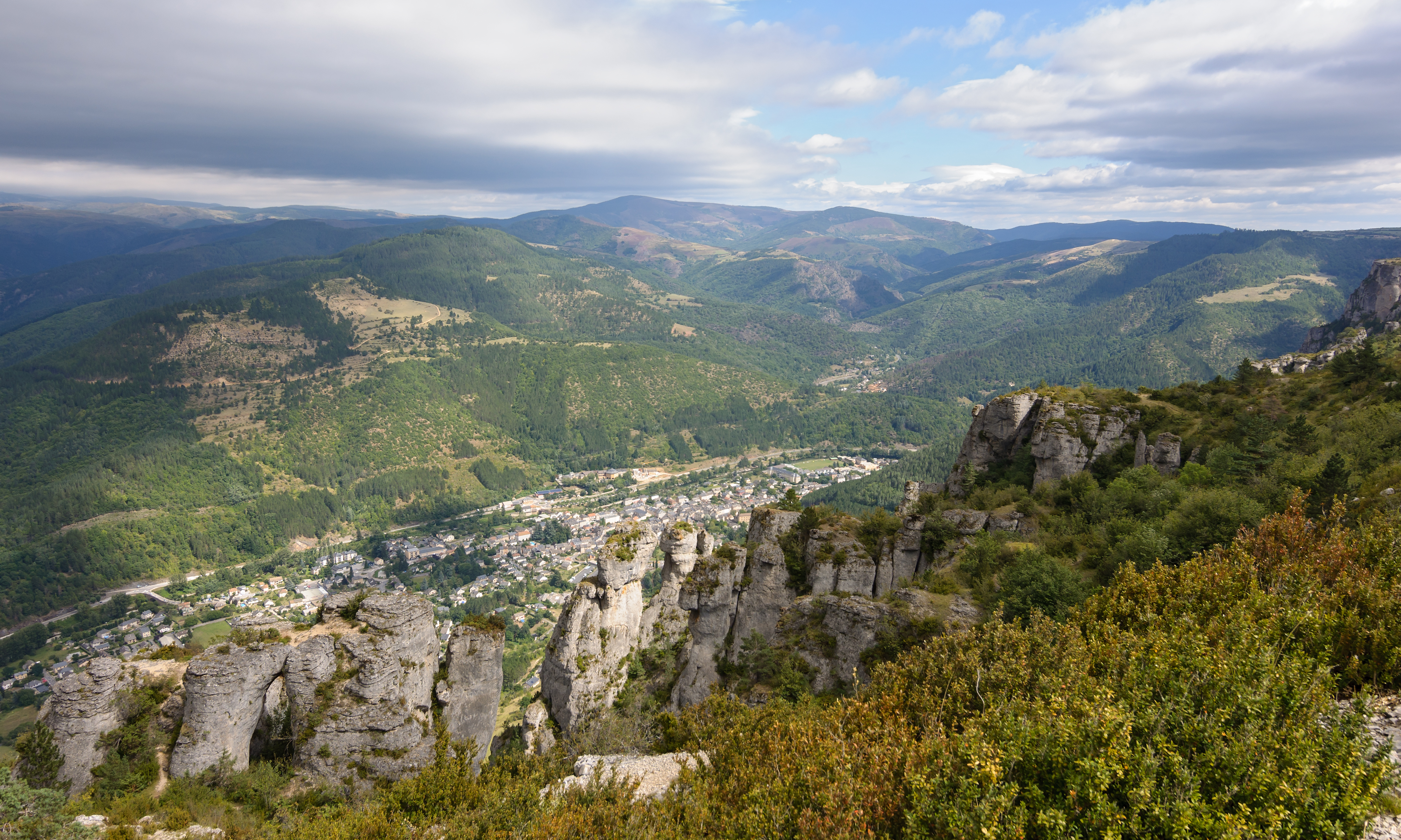
Florac, le Bougès et la vallée de la Mimente vus depuis le bord du causse Méjean dans le parc national des Cévennes

Les reliefs appartenant au Massif central s'étendent sur la totalité du département de la Lozère, sur le nord-ouest du Gard, le nord de l'Hérault et même l'extrême nord du département de l'Aude.
Ces reliefs culminent au mont Lozère à 1 699 m, mais dépassent encore les 1 500 m au nord de la Lozère dans le Gévaudan. Le Lot prend sa source entre ces deux ensembles les plus élevés du nord de la région.
Ils comprennent aussi au sud du Lot le causse de Sauveterre et le causse Méjean, séparés l'un de l'autre par les gorges du Tarn. Plus au sud, ces reliefs s'étendent sur la longue barrières des Cévennes, qui s'étale sur le sud  de la Lozère, le nord du Gard et de l'Hérault, où elle englobe le sud du causse du Larzac. Elle culmine dans le massif de l'Aigoual à 1 565 m d'altitude.
Elle est prolongée par les reliefs de l'Escandorgue, de l'Espinouse (1 124 m), du Caroux (nord-est de l'Hérault) et du Cabardès. Le Gard, le Vidourle, l'Hérault et l'Orb descendent des hauteurs des Cévennes vers le littoral.

## La plaine
À ce premier ensemble accidenté succède un deuxième ensemble composé de collines et de plaines, dessinant un arc de cercle le long du golfe du Lion, depuis le Petit-Rhône jusqu'au pied des Albères, et se prolongeant vers le seuil du Lauragais.
Au pied des reliefs évoqués précédemment s'étend une longue zone intermédiaire, à 200–400 m d'altitude, les garrigues. En contrebas se trouve une bande étroite de plaine sablonneuse, parfois ponctuée de quelques collines, dont le rivage est jalonné d'étangs. Des barres ou lidos, formés par l'action des vagues et des courants, séparent ces étangs de la mer.

Un paysage de la Petite Camargue.

L'ensablement de la côte est un problème constant pour les ports. Les plus importants des étangs sont ceux de Frontignan et de Thau pour le bas-Languedoc, ainsi que ceux de Bages et de Sigean et de Leucate pour le Roussillon. Le long de ce dernier, le littoral prend le nom de Côte Vermeille.

## La partie pyrénéenne

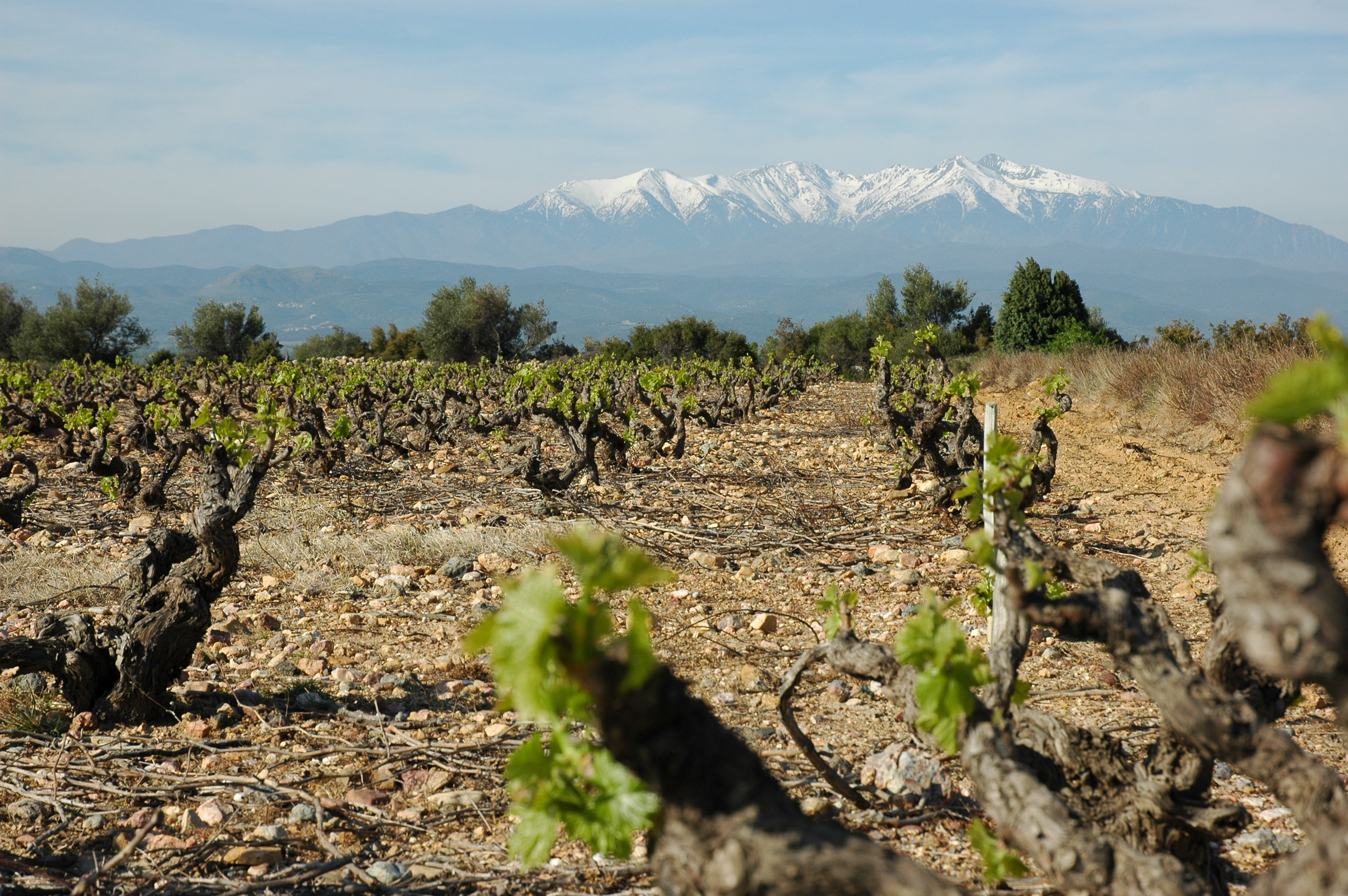
Le pic du Canigou depuis le vignoble de Rivesaltes

En arrière de la Côte Vermeille s'étend le troisième et dernier ensemble naturel de la région. Il s'agit de la partie méditerranéenne du massif des Pyrénées. Au nord s'élève le massif annexe des Corbières, délimité par le cours d'eau de l'Aude et celui de l'Agly.
En arrière du cours naissant de l'Aude se trouve le Pays de Sault, qui domine le sillon du Fenouillèdes, lequel descend vers le littoral. Au sud-ouest de l'Agly, le relief s'élève pour atteindre au nord la vallée du Têt, 2 921 m au pic Carlit et, au sud de cette vallée, 2 784 m au pic du Canigou. La haute vallée du Têt forme la Cerdagne. Enfin, au sud du Vallespir, haute vallée du Tech, se dresse le massif des Albères (1 256 m) au contact de la frontière avec l'Espagne.